# 洛尔达
洛尔达（法語：Lordat）是法国阿列日省的一个市镇，属于富瓦区（Foix）莱斯卡巴内县（Les Cabannes）。该市镇2009年时的人口为68人。

## 人口
洛尔达人口变化图示
| 数据来源：INSEE |